# Zalaszentlászló
Zalaszentlászló là một thị trấn thuộc hạt Zala, Hungary. Thị trấn này có diện tích 19,67 km², dân số năm 2010 là 853 người, mật độ 43 người/km².